# Heinrich Schmitz (Botaniker)
Paul Heinrich Schmitz (* 28. November 1904 in Frankfurt am Main; † 15. Oktober 1981 in Kiel) war ein deutscher Botaniker.

## Leben
Als Sohn des Direktors einer Gewerbeschule Heinrich Schmitz und dessen Ehefrau Maria Fischer promovierte er im Jahre 1929 in Frankfurt/Main. Ab 1933 lehrte er als Dozent in Freiburg im Breisgau. Von November 1933 an war er als Assistent und Privatdozent am Botanischen Institut der Universität Heidelberg tätig, wo er auch 1933 die Habilitation  erlangte.
Im Jahre 1934 trat er der Schutzstaffel (SS) bei und wurde Standarten-Schulungsleiter im Rasse- und Siedlungshauptamt der SS. An die Albert-Ludwigs-Universität Freiburg wurde er 1936 als außerordentlicher Professor der Abteilung Forstbotanik gerufen. Der NSDAP trat er 1937 bei. 
Im Jahre 1955 trat er eine Stelle in Hamburg als außerplanmäßiger Professor im Fach Botanik mit der speziellen Ausrichtung für die Meeresforschung an.
Von 1956 bis 1959 bekleidete er die Funktion eines Direktors des Botanischen Gartens und Botanischen Instituts von Valdivia in Chile. Anschließend kehrte er nach Deutschland zurück und erhielt einen Ruf an das Staatsinstitut für Allgemeine Botanik in Hamburg.    
Seit 1955 führte er eine Ehe mit Barbara Klumpp, aus der drei Kinder (Erhard, Roland und Almut) hervorgingen. 